# Albert Bourla
Pour les articles homonymes, voir Bourla.
Alvértos Bourlá (en grec moderne : Αλβέρτος Μπουρλά), connu à l’étranger sous le nom d’Albert Bourla, né le 21 octobre 1961 à Thessalonique, en Grèce, est un docteur vétérinaire et chef d'entreprise grec. Il est le directeur général de Pfizer depuis le 1er janvier 2019.

## Biographie
Alvértos Bourlá naît à Thessalonique, en Grèce. Il descend d'une famille de juifs sépharades de bijoutiers et promoteurs immobiliers ayant quitté l'Espagne et qui est établie en Grèce depuis plus que cinq siècles. Ses parents font partie des très rares juifs de Salonique ayant survécu à la Shoah. Prénommé Israël-Abraham à sa naissance, il change son prénom en Albert lorsqu'il arrive aux Etats-Unis
Il obtient un diplôme de vétérinaire puis valide un doctorat en biotechnologie de la reproduction à l'université Aristote de Thessalonique. Il rejoint le groupe Pfizer en 1993 en tant que docteur vétérinaire et directeur technique de la division santé animale en Grèce. Son rôle s'étend à l'Europe, l'Afrique puis à l'Asie et l'Océanie à partir de 2005.
Dans les années 2010, Albert Bourla occupe plusieurs rôles exécutifs au sein d'entreprises appartenant à Pfizer.
Le 1er janvier 2019, il devient le directeur général de Pfizer en replacement de Ian Read, nommé président exécutif du comité de direction du groupe,.
En 2020, Albert Bourla décide de diriger tous les efforts de l'entreprise pour tenter de trouver un vaccin contre un nouveau virus qui vient d'apparaître en Chine et va frapper le monde. Un an plus tard, son travail paye, les autorisations de produire et vendre le vaccin Pfizer sont accordées.

En janvier 2021, son nom apparaît dans la presse mondiale après qu'une polémique le concerne au sujet du vaccin contre le Covid-19 développé par Pfizer. En effet, il est accusé d'avoir refusé d'essayer le vaccin sur lui-même, accusation qu'il dément : 

« Dès que je pourrai, je le ferai. Le seul problème c’est que je ne veux pas donner l’exemple de quelqu'un qui veut passer avant les autres. J’ai 59 ans, je suis en bonne santé, je ne travaille pas en première ligne, donc mon profil n’est pas recommandé pour la vaccination. »

En mars 2021, la presse israélienne rapporte qu'il n'avait reçu qu'une injection unique. Il recevra toutefois la seconde le même mois,.
En janvier 2022, Albert Bourla reçoit le prix Genesis de l'année (équivalent à un montant d’un million de dollars) pour avoir réussi avec ses équipes de Pfizer à développer un vaccin contre le Covid-19.
Le 15 août 2022, il annonce sur Twitter avoir contracté le Covid-19, alors qu'il avait reçu quatre doses de vaccin. Placé à l'isolement il a débuté un traitement de l'antiviral Paxlovid.
En décembre 2022, il refuse une nouvelle fois de se présenter au Parlement européen, où la commission spéciale sur le Covid-19 l’avait invité à venir donner des explications sur les accords passés avec la Commission européenne pour fournir des vaccins aux pays de l’UE. Les eurodéputés souhaitent avoir accès à tous les documents relatifs aux négociations ayant précédé les contrats d’achat anticipé de vaccins contre le Covid-19. Ceux-ci manquent pour le troisième contrat passé avec la société Pfizer.
En 2024 il a été honoré pour sa contribution à la santé et son soutien à l'Etat d'Israël lors de l'Israel Bonds Medical Conference.

## Polémiques
En novembre 2020, Albert Bourla fait l'objet de critiques pour avoir revendu pour 5,6 millions de dollars d'actions qu'il détenait au sein du capital de Pfizer, le jour de l'annonce de la fiabilité à 94 % du vaccin contre le Covid-19. L'opération d'Albert Bourla (imité par sa vice-présidente, Sally Susman, qui a vendu pour 1,8 million de dollars d'actions et par d'autres dirigeants d'autres laboratoires) est jugée peu morale mais est tout à fait légale,.
Ses participations au Forum économique mondial et aux réunions du groupe Bilderberg depuis son arrivée à la tête de Pfizer sont également décriées, car elles semblent participer d'une oligarchie à une période où l'entreprise Pfizer a centralisé une grande influence sur le monde entier, influence décriée par les complotistes et les mouvements de protestation face au vaccin contre la COVID-19.
Il est l'objet de fausses informations notamment un montage vidéo tronqué le présente comme se réjouissant de la réduction de la population mondiale de 50% d'ici 2023.